# Cycas clivicola
Cycas clivicola är en kärlväxtart som beskrevs av Kenneth D. Hill. Cycas clivicola ingår i släktet Cycas, och familjen Cycadaceae. IUCN kategoriserar arten globalt som livskraftig. Inga underarter finns listade i Catalogue of Life.